# Enzo Boyomo
Flavien Enzo Thiedort Boyomo (Toulouse, Francia, 7 de octubre de 2001) es un futbolista franco-camerunés que juega como defensa en el Club Atlético Osasuna de la Primera División de España y en la selección de Camerún.

## Trayectoria
Se unió a la Academia del Blackburn Rovers en 2016, procedente del Toulouse F. C. En principio formó parte del juvenil pero más tarde llegó a jugar en el equipo sub-23 del club inglés.
En agosto de 2020 se anunció su fichaje por el Albacete Balompié para jugar en principio en el filial e hizo la pretemporada con el primer equipo. El 26 de septiembre debutó en la Segunda División en un encuentro frente al C. F. Fuenlabrada que acabaría con derrota. 30 días más tarde marcó un gol ante el Rayo Vallecano, el primero del triunfo por dos a uno. En tres años en el conjunto manchego disputó cien partidos.
El 7 de julio de 2023 fichó por el Real Valladolid C. F. por cuatro temporadas en un traspaso por una cantidad no revelada. En la primera de ellas ayudó al equipo a ascender a la Primera División. 
El 29 de agosto de 2024 se marchó a C. A. Osasuna a cambio de cinco millones de euros, más otro medio millón si jugaba sesenta partidos en Primera División, y un 10% de una plusvalía de una futura venta.

## Selección nacional
El 19 de noviembre de 2024 debutó con la selección de Camerún jugando todo el partido de clasificación para la Copa Africana de Naciones de 2025 ante Zimbabue que ganaron por dos a uno.

## Clubes
Actualizado a 19 de agosto de 2025.
| Club                  | País          | Año           | Partidos | Goles |
| --------------------- | ------------- | ------------- | -------- | ----- |
| Albacete Balompié     | España        | 2020-2023     | 100      | 2     |
| Real Valladolid C. F. | España        | 2023-2024     | 42       | 1     |
| C. A. Osasuna         | España        | 2024-act.     | 38       | 2     |
| Total carrera         | Total carrera | Total carrera | 180      | 5     |